# 塩崎逸陵
塩崎 逸陵（しおざき いつりょう、1884年（明治17年） – 1974年（昭和49年））は、大正時代から昭和時代にかけての日本画家。

## 経歴
富山県高岡市に生まれる。富山県立工芸学校（現・富山県立高岡工芸高等学校）を卒業後、東京美術学校に学び、川端玉章、寺崎広業に師事する。1915年第9回文展に「蟲の音」で初入選。以後、同展および帝展に出品。東京で制作に励み、花鳥図や風景画を描いた。

## 作品
- 「蟲の音」
- 「汀の雪」[1]
- 「あめんぼ」[2]
- 「ホロホロ鳥」[3]